# Хмельницкий, Сергей Исаакович
Серге́й Исаа́кович Хмельни́цкий (1907, Одесса — 1952) — русский советский писатель, прозаик, автор произведений для детей, переводчик.

## Биография
Родился 17 сентября (по старому стилю) 1907 года в Одессе. Сын правоведа и публициста Исаака Абрамовича Хмельницкого (1861—1941), автора трудов в области уголовного права и процесса, судопроизводства, истории адвокатуры и общих вопросов права, профессора Одесского института народного хозяйства; мать — Геня-Гудя Шимоновна (Евгения Семёновна) Хмельницкая (в девичестве Хаит, 1874—?); родители заключили брак 24 марта 1906 года (отец был к тому времени вдовцом). Брат — Александр Исаакович Хмельницкий (1889—1919), нарком юстиции, член Временного рабоче-крестьянского правительства Украины (конец 1918 — начало 1919); сестра — Наталья Исааковна Изразцова (1888—1965), член партии эсеров. С семилетнего возраста был болен бронхиальной астмой, из-за которой не смог окончить школу. С конца 1925 года жил в Ленинграде. 11 месяцев работал на заводе «Красная заря», затем поступил на литературное отделение ГИИИ, которое окончил в 1930 году. С 1928 года работал по договорам с издательствами, писал историческую прозу. Член Союза писателей с 1934 года.
Пережил блокаду Ленинграда, выступал со стихами на радио осаждённого города. Служил в отделе печати политуправления Балтийского флота (1942—1943), демобилизован по болезни (март 1943), мобилизован в армию (июль 1943), находился на Ленинградском фронте. Затем учился на курсах военных переводчиков (декабрь 1943—февраль 1944), после чего направлен в резерв, но снова заболел и был освобождён от воинской обязанности. Вёл литературную студию в Ленинградском дворце пионеров (1945—1946). С 1951 года был тяжело болен и не мог писать.
Похоронен на Большеохтинском кладбище.
Известен переводами З. Топелиуса и «Калевала».
Евгений Шварц вспоминал:
…он был литературоведом, но у него первая часть слова перевешивала. Писал он стихи. Написал роман. Небольшого роста, очень бледный, с глуховатым голосом человека, страдающего астмой, очень худенький. И какая-то внушающая уважение сила угадывалась в нем. И его жизненные правила, казалось, были отличны от тех, которыми руководствовались его товарищи. Были менее похожи на спортивные правила, правила игры, а более — на мировоззрение.

## Семья
Двоюродный брат Григория Александровича Гуковского и Матвея Александровича Гуковского.
Был женат на писательнице Екатерине Алексеевне Борониной.

## Произведения
- Хмельницкий С. И. Почтальон революции / ил. Ф. Лехта. — М.: Изд-во детской лит., 1935. — 86 с.
- Хмельницкий С. И. Каменный щит. — Л.: Советский писатель. Ленингр. отд-ние, 1939. — 152 с.
  - Хмельницкий С. И. Каменный щит / худож. М. Е. Новиков. — Л.: Советский писатель, 1960. — 192 с.
- Хмельницкий С.  Ярославич - Л., Советский писатель, 1941 - 52 с,  - 20 000 экз
- Хмельницкий С. И. Николай Михайлович Пржевальский. — М.: Молодая гвардия, 1950. — 420 с. — (ЖЗЛ). — 50 000 экз.